# Comuna Bohdanivka, Șostka
Bohdanivka (în ucraineană Богданівка) este o comună în raionul Șostka, regiunea Sumî, Ucraina, formată din satele Bohdanivka (reședința) și Pîrohivka.

## Demografie
Componența lingvistică a comunei Bohdanivka
     Ucraineană (88,76%)
     Rusă (7,05%)
     Romani (3,92%)
     Alte limbi (0,14%)
Conform recensământului din 2001, majoritatea populației comunei Bohdanivka era vorbitoare de ucraineană (88,76%), existând în minoritate și vorbitori de rusă (7,05%) și romani (3,92%).